# Rödmyren och del av Röd
Rödmyren och del av Röd är en av SCB avgränsad och namnsatt småort i Ödsmåls socken i Stenungsunds kommun. Småorten omfattar bebyggelse i Rödmyren och i en del av Röd.
Röd är en större trakt som bland annat omfattar Kolhättans färjeläge på Svanesundsleden. Småorten ligger dock ett par kilometer inåt land, omkring en mil norr om Stenungsund.